# Youwarou
Youwarou è un comune rurale del Mali, capoluogo del circondario omonimo, nella regione di Mopti.